# Raport Tartakowa
Raport Tartakowa (ang. Tartakov forgery) – sfałszowany rosyjskojęzyczny dokument radzieckiej policji politycznej NKWD z 1940 roku dotyczący zbrodni katyńskiej, opublikowany w 1957 roku w niemieckiej prasie. Twórcy falsyfikatu nie są znani; wysuwano różne przypuszczenia na temat motywów fałszerstwa.

## Historia i badania
Raport Tartakowa, opatrzony gryfem „ściśle tajne” i napisany na oryginalnym papierze NKWD, nosi datę 10 czerwca 1940 roku i dotyczy likwidacji obozów polskich jeńców wojennych w Kozielsku, Starobielsku i Ostaszkowie, których więźniowie padli ofiarą zbrodni katyńskiej. 
Przed 1945 z treścią raportu miał zapoznać się z nim polski prokurator Roman Martini, zamordowany w 1946.
Raport Tartakowa ukazał się w postaci fotokopii w dniu 7 lipca 1957 roku w bulwarowym niemieckim tygodniku 7-Tage, wydawanym w Karlsruhe. Jego rzekomym autorem miał być naczelnik NKWD w Mińsku, Tartakow, a adresatem „Główny Zarząd NKWD” (ros. Главное управление НКВД) w Moskwie; kopie mieli otrzymać do wiadomości generałowie NKWD Wasilij Zarubin i Leonid Rajchman. Mimo sensacyjnej treści publikacja przeszła w Niemczech Zachodnich prawie bez echa.

T A J N E
ZWIĄZEK SOCJALISTYCZNYCH
SOWIECKICH REPUBLIK
Ludowy Komisariat
SPRAW WEWNĘTRZNYCH
Urząd N K W D
Obszar Miński
Do Głównego Urzędu NKWD
m. M O S K W A
Oddział (nieczytelne)
10 czerwca 1940
R A P O R T
Z rozporządzenia Głównego Urzędu NKWD z dnia 12-go lutego 1940 roku została dokonana likwidacja trzech obozów polskich jeńców wojennych, a mianowicie w rejonach m. Kozielska, Ostaszkowa i Starobielska. Akcja likwidacji wymienionych obozów była zakończona 6 czerwca r.b. Na odpowiedzialnego kierownika wyznaczony był, delegowany przez Centrum, tow. Burianow.
Na podstawie wyżej wymienionego rozkazu, zlikwidowany został w pierwszej kolejności w okresie od 1 marca do 3 maja rb. w rejonie m. Smoleńska, obóz Kozielsk, przez organy Mińskiego Urzędu NKWD. W charakterze osłaniających Oddziałów użyte zostały jednostki wojsk terytorialnych, w szczególności 190 pułku strzeleckiego.
Druga akcja na podstawie wyżej wymienionego rozkazu dokonana była przez organy Smoleńskiego Urzędu NKWD, w rejonie miasta Bołogoje, pod ochroną jednostek 129-go pułku strzelców (Wielkie Łuki) i zakończona 5 czerwca br.
Przeprowadzenie trzeciej akcji likwidacji obozu Starobielsk poruczone zostało Charkowskiemu Urzędowi NKWD, które to zadanie wypełniono w rejonie osady Dergacze i zakończono 2-go czerwca przy wykorzystaniu dla ochrony jednostek 68-go ukraińskiego, strzeleckiego pułku terytorialnych wojsk. W danym wypadku odpowiedzialnością za wykonanie tej akcji obarczony został pułkownik NKWD tow. B. Kuczkow.
Odpisy niniejszego raportu skierowuje się również do wiadomości generałów NKWD RAJCHMANA i ZARUBINA.
Naczelnik Urzędu
N K W D
Mińskiego Obszaru
(Tartakow)
Sekretarz oddziału
Zgodne z oryginałem

Raport Tartakowa robił tak wiarygodne wrażenie, że 10 czerwca 1975 roku w brytyjskiej Izbie Gmin odbyła się konferencja prasowa, podczas której pisarz Louis FitzGibbon, autor książek o Katyniu, przedstawił go jako autentyk na podstawie opinii ekspertów zajmujących się radziecką tajną policją. O konferencji tej pisał w dniu 11 czerwca 1975 roku brytyjski dziennik The Guardian.
Rzekomy raport mińskiego NKWD przez wiele lat budził wątpliwości historyków i publicystów zajmujących się zbrodnią katyńską; pisali o nim m.in. Józef Mackiewicz (1958, 1975), Jerzy Łojek (1980), Janusz Zawodny (1962, 1989), Zdzisław Stahl (1962), Czesław Madajczyk (1990), Aleksiej Pamiatnych (1990), Stanisław Maria Jankowski (2004) i George Sanford (2005). Do przełomu lat 80. i 90. XX wieku niektórzy autorzy zajmujący się zbrodnią katyńską traktowali go poważnie, choć wyrażano zdziwienie, że ukazał się w stosunkowo mało znaczącym niemieckim tygodniku bulwarowym.
Józef Mackiewicz, piszący o raporcie Tartakowa w kontekście różnych prób zaciemniania sprawy katyńskiej fałszywymi rewelacjami, zwracał uwagę, że autor dokumentu dysponował szczegółową wiedzą na temat okoliczności zbrodni i działalności NKWD. Równocześnie zauważył, iż Pewną wątpliwość budzi: dlaczego mińskie NKWD miałoby raportować o tym, co wykonywało smoleńskie pod Bołogoje, a zwłaszcza charkowskie w osadzie Dergacze? Poza tym błędny był adres, bowiem nie było w Moskwie jednego „Głównego Urzędu NKWD”. Było ich osiem, obejmujących różne resorty i wszystkie nosiły tytuł: ”Główny...”. Wytknął też inne błędy rzekomego raportu.
Podobne zarzuty wysunął w 1962 Zdzisław Stahl w recenzji książki Zawodnego: nie wydaje się prawdopodobne, aby NKWD - Mińsk mogło być powołane do składania raportu moskiewskiej centrali z likwidacji trzech obozów; mamy wystarczające dowody na to, że centrala ta kierowała likwidacją sama bezpośrednio, a ponadto przy sowieckim centralizmie administracyjnym trudno sobie też wyobrazić, by rzecz tak doniosłej wagi powierzana była prowincjonalnemu urzędowi, ponadto nie położonemu centralnie w stosunku do trzech obozów. Podejrzenie budziły również ramy czasowe od marca do czerwca (ze wspomnień ocalałych jeńców wiadomo, iż transporty z obozów odchodziły od początku kwietnia do połowy maja). Tymczasem Daty likwidacji poszczególnych obozów są w raporcie podane chaotycznie, a sprzeczne z miarodajnymi informacjami jakie mamy na ten temat od pozostałej przy życiu z każdego obozu grupy polskich jeńców. NKWD - Mińsk raportuje, że obozy likwidowano kolejno i że Kozielsk zlikwidowano w czasie od 1 marca do 3 maja, po czym dokument wymienia Ostaszków i podaje tylko jako datę zakończenia akcji likwidacyjnej dzień 5 czerwca; Starobielsk natomiast załatwiono, według raportu — 2 czerwca, czyli jednego dnia co jest chyba technicznie niemożliwe. Według naszych źródeł likwidacja wszystkich trzech obozów odbywała się równocześnie od początku kwietnia do połowy maja. Trudno też uwierzyć, aby urząd państwowy w raporcie o tak ważnej sprawie podawał daty akcji odnośnie każdego obozu inaczej, czyli o Kozielsku datę początkową i końcową, o Ostaszkowie końcową, a przy Starobielsku - by meldował, że rozstrzelano blisko cztery tysiące jeńców jednego dnia, podczas gdy wiemy konkretnie, że likwidacja samego Kozielska wymagała około sześciu tygodni. Po trzecie Dziwne jest, że dokument „7 Tage” ujrzał światło dzienne dopiero w 1957. Jeśli nawet było za późno na zaprodukowanie go w Norymberdze, to przecież najgłośniej i najskrupulatniej zbierała dokumentację katyńską Amerykańska Komisja Kongresowa w latach 1951 - 2, spędzając kilka tygodni również w Niemczech, a jednak „raportu NKWD — Mińsk” jej nie przedstawiono. Wątpliwe wreszcie wydaje mi się, aby do dokumentu tak kapitalnej a kompromitującej Sowiety wagi, mógł dotrzeć krakowski prokurator, wysłannik reżymu warszawskiego.
W 1990 roku ujawniono, że jeńcy z Ostaszkowa zostali zamordowani w piwnicach Obwodowego Zarządu NKWD w Kalininie i pogrzebani w Miednoje, zaś ze Starobielska odpowiednio w Obwodowym Zarządzie NKWD w Charkowie i pogrzebami w Piatichatkach. W 1992 ujawniono, iż stosowna uchwała Biura Politycznego zapadła 5 marca 1940, blisko miesiąc po „rozporządzeniu z 12 lutego”. Także stopnie służbowe wymieniono w raporcie błędnie, w NKWD w owym czasie zamiast pułkownika był starszy major, zamiast generała komisarz Bezpieczeństwa Państwowego 1, 2 bądź 3 rangi. Przesądza to o niewiarygodności dokumentu. 
Okoliczności i powody powstania „raportu” oraz jego autorstwo pozostają nieznane. Jedna z hipotez głosi, że polski fałszerz Mieczysław Gorączko jest autorem; jemu przypisuje się także sensacyjny raport w szwedzkiej gazecie Dagens Nyheter w 1948 roku, według którego polski prokurator Roman Martini został zamordowany za odkrycie prawdy o Katyniu. Gorączko, który żył na emigracji na Zachodzie, sprzedawał prasie międzynarodowej wymyślone sensacyjne historii ze świata za żelazną kurtyną.
Aleksiej Pamiatnych wysunął hipotezę, że raport Tartakowa albo był napisany początkowo w innym języku – możliwe, że niemieckim – a potem bardzo słabo i niekompetentnie przetłumaczony na rosyjski, albo specjalnie został tak sporządzony, żeby jego niewiarygodność rzucała się w oczy już przy minimalnej znajomości języka rosyjskiego i zasad opracowywania dokumentów. Według Stanisława Marii Jankowskiego fałszerstwo mogło zostać dokonane dla sensacji lub pieniędzy; wyraził on przypuszczenie, że w 1957 roku postanowiono stworzyć i opublikować dokument fałszywy od początku do końca, a nie sygnalizujący nic więcej poza własną bezczelnością.